# La Robe déchirée
Pour plus de détails, voir Fiche technique et Distribution.
La Robe déchirée (titre original : The Tattered Dress) est un film américain réalisé par Jack Arnold, sorti en 1957.

## Synopsis
L'avocat new yorkais James Gordon Blane, réputé mais honni pour sa propension à faire acquitter des clients riches et puissants, accepte de défendre un homme d'affaires qui a abattu le jeune amant de sa femme. À Bolton, petite ville d'où la victime était originaire et où doit se dérouler le procès, Blane doit faire face à l'hostilité de la population. Il parvient à gagner le procès non sans avoir brisé la réputation de la victime. Mais il s'avère qu'à la veille du verdict, Blane était tombé dans un piège tendu par le shérif Nick Hoak, ami de la victime.

## Fiche technique
- Titre français : La Robe déchirée
- Titre original : The Tattered Dress
- Réalisation : Jack Arnold
- Assistants-réalisateurs : 1) David Silver / 2) Ray De Camp
- Scénario : George Zuckerman
- Photographie : Carl E. Guthrie
- Montage : Edward Curtiss
- Musique : Frank Skinner
- Directeur musical : Josph Gershenson
- Pays d'origine :  États-Unis
- Format : Noir et blanc — 35 mm — 2,35:1 — Son : Mono
- Genre : Film dramatique, Film policier, Film noir
- Date de sortie : 1957
- Sortie en France : 31-1-1958 (uniquement en province)

## Distribution
- Jeff Chandler : James Gordon Blane
- Jeanne Crain : Diane Blane
- Jack Carson : Shériff Nick Hoak
- Gail Russell : Carol Morrow
- Elaine Stewart : Charleen Reston
- George Tobias : Billy Giles
- Edward Andrews : Lester Rawlings
- Phillip Reed : Michael Reston
- Edward Platt : Ralph Adams
- Paul Birch : Le procureur Frank Mitchell
- William Schallert : Le greffier du tribunal
- Floyd Simmons : Larry Bell